# Вулиця Дунаєвського (Київ)
Ву́лиця Дунає́вського — вулиця у Святошинському районі міста Києва, селище Біличі. Пролягає від безіменного проїзду вздовж проспекту Академіка Палладіна до провулку Дунаєвського.

## Історія
Вулиця виникла в першій половині XX століття, мала назву вулиця Лихачова, на честь радянського державного діяча Івана Лихачова. Сучасна назва на честь радянського композитора Ісаака Дунаєвського — з 1966 року.

## Зображення

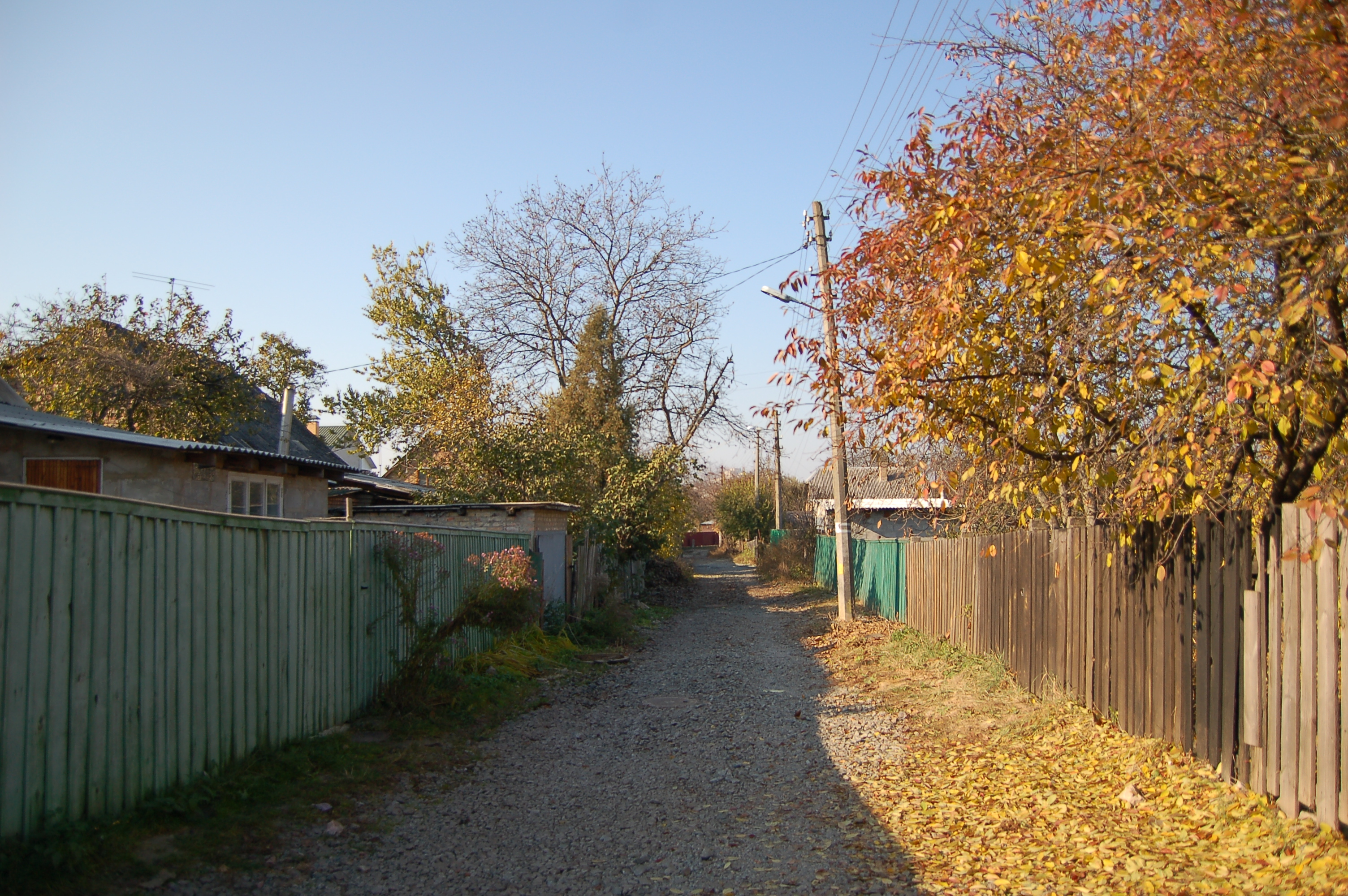
Вулиця Дунаєвського